# Artefakt (histologia)

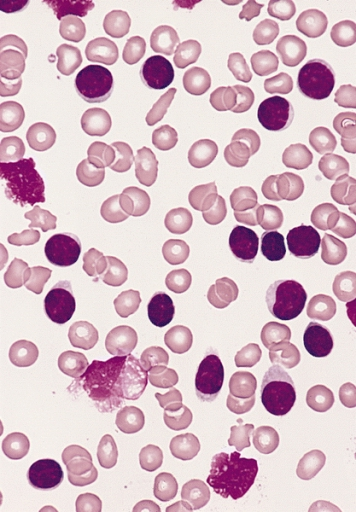
Rozmaz krwi człowieka w przewlekłej białaczce limfocytowej, w której dochodzi do klonalnego rozrostu dojrzałych limfocytów. Komórki te są podatne na uszkodzenia podczas sporządzania rozmazu. Widoczne są trzy zniszczone komórki (cienie Gumprechta) – artefakty

Artefakt (łac. arte factum – „stworzone przez sztukę, technikę; wyrób rzemieślniczy”) – struktura tkanki lub komórki, która powstała w procesie przygotowywania danego preparatu biologicznego, nieistniejąca faktycznie w żywym organizmie (biofakt).
Powstawanie artefaktów wynika z potrzeby przygotowania preparatu przed jego oceną mikroskopową. Standardowo w mikroskopii świetlnej preparaty cyto- i histologiczne traktuje się etanolem (odwadniacz), utrwalaczami i barwnikami w wyniku czego struktury komórkowe/tkankowe ulegają zmianie kształtu, położenia i składu chemicznego. Wpływ procedury na preparat nie zależy tylko od użytych w niej substancji, ale także rodzaju tkanek i ich topografii. Różne tkanki różnie zachowują się traktowane tym samym związkiem chemicznym – i tak, jeśli dana substancja powoduje obkurczanie tkanek zależnie od ich składu, to sąsiadujące ze sobą tkanki będą od siebie oddalały się w wyniku większego obkurczania się jednej z nich. Między nimi powstanie przestrzeń, która może błędnie sugerować istnienie takiej przerwy także w żywym organizmie.
Sytuacja taka miała miejsce w przypadku przestrzeni Grunhagena-Mingazziniego naskórka.
Ocena, czy uzyskany obraz jest zgodny ze stanem naturalnym jest najczęściej niemożliwa. Stąd Franz Nissl wprowadził pojęcie obrazu ekwiwalentnego, to jest takiego, który niekoniecznie odpowiada stanowi in vivo, ale zawiera wszystkie charakterystyczne cechy danej struktury.